# Bulbophyllum perrieri
Bulbophyllum perrieri là một loài phong lan thuộc chi Bulbophyllum.